# Megalonotus antennatus
Megalonotus antennatus är en insektsart som först beskrevs av Friedrich von Schilling 1829.  Megalonotus antennatus ingår i släktet Megalonotus, och familjen fröskinnbaggar. Arten är reproducerande i Sverige.